# 中央区役所 (東京都)
中央区役所（ちゅうおうくやくしょ）は、特別地方公共団体（特別区）である東京都中央区の組織が入る施設（役所）である。

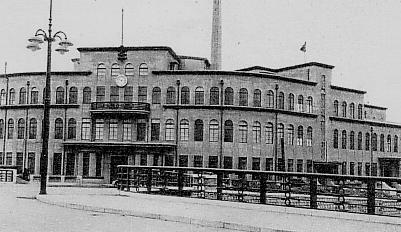
旧京橋区役所庁舎(1930年)。
中央区発足後は初代中央区役所庁舎として使われた。

1947年の京橋区・日本橋区の統合で中央区が発足し、旧京橋区役所庁舎をそのまま中央区役所本庁舎として利用し、その後建て替えが行われ、現在の本庁舎は佐藤武夫の設計で1969年に竣工した。
所在地は築地一丁目1番1号。
なお、中央区役所の地下1階・2階には2022年（令和4年）8月31日まで中央区立京橋図書館があったが、新富1丁目に京橋図書館「本の森ちゅうおう」として移転した（2022年12月4日開館）。

## アクセス
中央区役所本庁舎（徒歩にて）
- 東京地下鉄有楽町線 ○新富町駅
- 東京地下鉄日比谷線 ○築地駅、東銀座駅
- 都営地下鉄浅草線 ○東銀座駅

江戸バス北循環・南循環の両ルートが中央区役所の停留所を有している。